# 朱觀 (嘉靖進士)
朱觀（1484年—？年），字顒伯，南直隶苏州府崑山縣人，民籍。

## 生平
治《易經》，行五，由國子生中式丁卯科（1507年）應天府鄉試第一百九名舉人，年四十歲中式嘉靖二年（1523年）癸未科會試第二百十一名，第三甲第十五名進士。授江西吉安府推官，七年正月选授云南道試监察御史，上言光禄寺给养鹰犬虫蚁诸物，日费菽粟肉食，请一切减省。又以言事忤旨，廷杖二十。九年巡按陕西。十四年四月升福建按察司副使，历官河南布政使。

## 家族
曾祖朱顯。祖父朱珍。父朱苓，壽官。母馮氏；继母陳氏。具庆下。兄韶、鼎、鼐、謙、弟颐、節、艮、蒙、益、震。